# George Buta
George Buta (* 4. Mai 1993 in Brașov) ist ein rumänischer Biathlet und ehemaliger Skilangläufer.

## Karriere
George Buta startet für CSS Fundata. Seit 2010 bestritt er zunächst Skilanglaufrennen, zuerst Juniorenrennen, später auch Rennen im Balkan-Cup und bei FIS-Rennen. Höhepunkt in der Sportart war die Teilnahme am Europäischen Olympischen Winter-Jugendfestival 2011 in Liberec, wo er 54. über 10 Kilometer Klassisch, 58. über 7,5 Kilometer Freistil und 79. der Freistil-Sprint-Qualifikation wurde. Zur Saison 2011/12 wechselte Buta zum Biathlonsport.
Sein internationales Debüt gab Buta im Biathlon bei den Juniorenrennen der Biathlon-Europameisterschaften 2012 in Osrblie, wo ein 34. Platz im Einzel das beste Ergebnis war. Viel besser waren die Ergebnisse bei den Biathlon-Europameisterschaften 2013 in Bansko. Der Rumäne wurde 17. des Einzels, Fünfter des Sprints, 16. der Verfolgung und Elfter mit der Mixed-Staffel. Auch 2014 platzierte er sich immer unter den besten 30, bestes Einzelergebnis war ein 22. Platz im Verfolgungsrennen. Bei Biathlon-Juniorenweltmeisterschaften trat Buta erstmals 2013 in Obertilliach an und erreichte als beste Resultate Rang 35 im Einzel und zehn mit der Staffel. 2014 in Presque Isle war ein 15. Platz im Einzel bestes Ergebnis.
Sein Debüt bei den Männern gab Buta 2012 in Ridnaun im IBU-Cup und wurde 63. eines Sprints und mit Florina Ioana Cîrstea, Orsolya Tófalvi und Gheorghe Pop 15. eines Mixed-Staffelrennens. Zum Auftakt der Saison 2014/15 rückte Buta in die rumänische Biathlon-Weltcup-Mannschaft auf. Den ersten Einsatz hatte er in einem Mixed-Staffelrennen, das er an der Seite von Réka Ferencz, Luminița Pișcoran und Cornel Puchianu auf dem 20. Platz beendete. In Hochfilzen bestritt er das erste Einzelrennen und wurde 84. eines Sprints. In Ruhpolding erreichte er seine bisherige Bestleistung mit einem 69. Platz in einem Sprintrennen. In Nové Město na Moravě bestritt er mit Éva Tófalvi das erste jemals im Weltcup ausgetragene Single-Mixed-Staffelrennen und wurde 14. Erste internationale Meisterschaften bei den Männern wurden die Biathlon-Europameisterschaften 2015 in Otepää. Buta kam in allen drei möglichen Einzelrennen zum Einsatz und wurde 48. des Einzels, 26. des Sprints und 40. der Verfolgung.
2018 nahm Buta an den Olympischen Spielen in Pyeongchang teil, wo er im Sprint 37. wurde.
Bei den Sommerbiathlon-Weltmeisterschaften 2021 gewann der Rumäne die Goldmedaille im Supersprint.

## Statistiken

### Weltcupplatzierungen
Die Tabelle zeigt alle Platzierungen (je nach Austragungsjahr einschließlich Olympische Spiele und Weltmeisterschaften).
- 1.–3. Platz: Anzahl der Podiumsplatzierungen
- Top 10: Anzahl der Platzierungen unter den ersten zehn (einschließlich Podium)
- Punkteränge: Anzahl der Platzierungen innerhalb der Punkteränge (einschließlich Podium und Top 10)
- Starts: Anzahl gelaufener Rennen in der jeweiligen Disziplin
- Staffel: inklusive Mixed- und Single-Mixed-Staffeln

| Platzierung                    | Einzel | Sprint | Verfolgung | Massenstart | Staffel | Gesamt |
| ------------------------------ | ------ | ------ | ---------- | ----------- | ------- | ------ |
| 1. Platz                       |        |        |            |             |         |        |
| 2. Platz                       |        |        |            |             |         |        |
| 3. Platz                       |        |        |            |             |         |        |
| Top 10                         |        |        |            |             | 1       | 1      |
| Punkteränge                    | 6      | 1      | 1          |             | 62      | 70     |
| Starts                         | 21     | 61     | 11         |             | 63      | 156    |
| Stand: nach der Saison 2022/23 |        |        |            |             |         |        |

### Olympische Winterspiele
Ergebnisse bei Olympischen Winterspielen:
|                                             | Einzelwettbewerbe | Einzelwettbewerbe | Einzelwettbewerbe | Einzelwettbewerbe | Staffelwettbewerbe | Staffelwettbewerbe |
| Sprint                                      | Verfolgung        | Einzel            | Massenstart       | Herrenstaffel     | Mixedstaffel       |                    |
| ------------------------------------------- | ----------------- | ----------------- | ----------------- | ----------------- | ------------------ | ------------------ |
| Olympische Winterspiele 2018 \| Pyeongchang | –                 | –                 | 37.               | –                 | 14.                | –                  |